# Mustang Ridge (Texas)
Mustang Ridge es una ciudad ubicada en el condado de Travis en el estado estadounidense de Texas. En el Censo de 2010 tenía una población de 861 habitantes y una densidad poblacional de 89,1 personas por km².

## Geografía
Mustang Ridge se encuentra ubicada en las coordenadas 30°3′4″N 97°42′6″O / 30.05111, -97.70167. Según la Oficina del Censo de los Estados Unidos, Mustang Ridge tiene una superficie total de 9.66 km², de la cual 9.66 km² corresponden a tierra firme y (0%) 0 km² es agua.

## Demografía
Según el censo de 2010, había 861 personas residiendo en Mustang Ridge. La densidad de población era de 89,1 hab./km². De los 861 habitantes, Mustang Ridge estaba compuesto por el 73.52% blancos, el 1.39% eran afroamericanos, el 0.35% eran amerindios, el 0.58% eran asiáticos, el 0% eran isleños del Pacífico, el 22.53% eran de otras razas y el 1.63% pertenecían a dos o más razas. Del total de la población el 63.88% eran hispanos o latinos de cualquier raza.

## Educación
El Distrito Escolar Independiente de Del Valle (DVISD) gestiona las escuelas públicas que sirven a la parte de la ciudad en el Condado de Travis. La Escuela Primaria de Creedmoor sirve a la parte del DVISD. Dos escuelas secundarias, Dailey y Del Valle, sirve a partes de la parte DVISD. La Escuela Preparatoria Del Valle (Del Valle High School) sirven a la parte del DVISD.